# Ride This - The Covers EP
Ride This - The Covers EP è un album dei Los Lobos, pubblicato dalla Hollywood Records nell'agosto del 2004.

## Tracce
1. Jockey Full of Bourbon – 3:29 (Tom Waits) – Brano registrato e mixato al CRG Studio di Rowland Heights, California
2. More Than I Can Stand – 4:08 (Darryl Carter, Bobby Womack) – Brano registrato e mixato al CRG Studio di Rowland Heights, California
3. Uncomplicated – 5:12 (Elvis Costello) – Brano registrato e mixato al Jarvis Recording di NYC, con registrazioni aggiunte effettuate all'Indre Studios di Philadelphia, PA
4. Patria – 5:19 (Ruben Blades) – Brano registrato e mixato al Jarvis Recording di NYC, con registrazioni aggiunte effettuate all'Indre Studios ed all'Embassy Suites di Philadelphia, PA
5. Shoot Out the Lights – 4:55 (Richard Thompson) – Brano registrato e mixato al CRG Studio di Rowland Heights, California
6. I'll Never Be over for Me – 3:44 (Norm Blagman, Sam Bobrick) – Brano registrato e mixato al CRG Studio di Rowland Heights, California
7. Marie Marie – 2:56 (Dave Alvin) – Brano registrato dal vivo il 26 agosto 1999 al The Aladdin Theatre di Portland, Oregon

## Musicisti
- David Hidalgo - voce, chitarra, violino
- Cesar Rosas - chitarra, voce
- Steve Berlin - sax, tastiere, strumenti a fiato
- Conrad Lozano - basso, chitarra, voce
- Louie Pérez - batteria, chitarra, voce

Musicisti aggiunti 
- Cougar Estrada, Jr. - batteria, percussioni
- Victor Bisetti - batteria, percussioni